# Жунжурек
Жунжуре́к (каз. Жынжүрек) — село у складі Алакольського району Жетисуської області Казахстану. Входить до складу Лепсинського сільського округу.
У радянські часи село мало назву Ферма №1 совхоза Лепсінський.
Населення — 25 осіб (2021; 79 у 2009, 146 у 1999, 256 у 1989).